# 687-es busz
A 687-es számú elővárosi autóbusz Budapest, Csepel Szent Imre tér és Szigetújfalu, sportpálya között közlekedett Halásztelek, Szigetszentmiklós és Szigethalom érintésével.

## Története
Korábban 2613-as számú helyi gyorsjáratként közlekedett. 2007. december 9-től ez a vonal is megkapta – a 800-as járatok után – a háromjegyű számozást, a budapesti egyesített bérlettel igénybe lehetett venni. 2012-ben a 687-es buszt megszüntették.

## Menetrend
A 687-es busz munkanapon közlekedett és hosszú menetideje miatt csak 2 db MAN SL263 (A74) típusú busz járt a vonalon.

## Megállóhelyei
| 0                             | Budapest, Csepel, Szent Imre tér            | 38 |
| 1                             | Budapest, II. Rákóczi Ferenc út             | 37 |
| 2                             | Budapest, Karácsony Sándor utca             | 36 |
| 3                             | Budapest, Csepel, HÉV-állomás               | 35 |
| 4                             | Budapest, Erdősor utca                      | 34 |
| 5                             | Budapest, Vas Gereben utca                  | 33 |
| 6                             | Budapest, Tejút utca                        | 32 |
| 7                             | Budapest, Csepeli temető                    | 31 |
| 8                             | Budapest, Hárosi iskola                     | 30 |
| 9                             | Budapest, Hárosi Csárda                     | 29 |
| Budapest közigazgatási határa |                                             |    |
| 10                            | Halásztelek, Ady Endre utca                 | 28 |
| 11                            | Halásztelek, Kisgyár utca                   | 27 |
| 12                            | Halásztelek, Kossuth Lajos utca             | 26 |
| 13                            | Halásztelek, Diófasor utca                  | 25 |
| 14                            | Hangárok                                    | 24 |
| 15                            | Dunai Repülőgépgyár                         | 23 |
| 16                            | Szigethalom, HÉV-átjáró (HÉV-állomás)       | ∫  |
| 17                            | Szigethalom, autóbusz-állomás               | 22 |
| 18                            | Tököl, Bíróház                              | 21 |
| 19                            | Tököl, Vásártér                             | 20 |
| 20                            | Tököl, Pozsonyi utca                        | 19 |
| 21                            | Tököl, Múzeum                               | 18 |
| 22                            | Tököl, Kolozsvári utca                      | 17 |
| 23                            | Tököl, óvoda                                | 16 |
| 24                            | Tököl, vasúti átjáró                        | 15 |
| 25                            | Tököl, temető                               | 14 |
| 26                            | Szigetmajor                                 | 13 |
| 27                            | Szigetcsép, Temető                          | 12 |
| 28                            | Szigetcsép, Fő utca 87.                     | 11 |
| 29                            | Szigetcsép, községháza                      | 10 |
| 30                            | Egyetemi szőlőtelep                         | 9  |
| 31                            | Szigetszentmárton, faluvége                 | 8  |
| 32                            | Szigetszentmárton, vegyesbolt               | 7  |
| 33                            | Szigetszentmárton, posta                    | 6  |
| 34                            | Szigetszentmárton, Dózsa György út          | 5  |
| 35                            | Szigetszentmárton-Szigetújfalu vasútállomás | 4  |
| 36                            | Szigetújfalu, faluvége                      | 3  |
| 37                            | Szigetújfalu, kultúrház                     | 2  |
| 38                            | Szigetújfalu, péküzlet                      | 1  |
| 39                            | Szigetújfalu, sportpálya                    | 0  |